# Ishania chichimek
Ishania chichimek là một loài nhện trong họ Zodariidae.
Loài này thuộc chi Ishania. Ishania chichimek được Rudy Jocqué & Léon Baert miêu tả năm 2002.